# 고파도항
고파도항은 충청남도 서산시 팔봉면 고파도리에 있는 어항이다. 2012년 4월 12일 어촌정주어항으로 지정되었다. 관리자는 서산시장이다.

## 어항구역
방파제 시점부에서 북서측 62m지점 (X:379,558.936, Y:141,014.993)에서 N61°E방향으로 80m (X:379,597.987, Y:141,084.879)이동하고, E90°방향으로 135m
(X:379,597.987, Y:141,219.879)이동하고,S90°방향으로 145m(X:379,452.987, Y:141,219.879)이동하고,S69°W방향으로160m(X:379,395.008, Y:141,070.754)이동하고, 이점에서 N81°W방향으로135m(X:379,415.600, Y:140,937.324) 그은선이 해안선과 맞닿는 선내의 공유수면 (33,800m2)